# Vermicelli-Fond

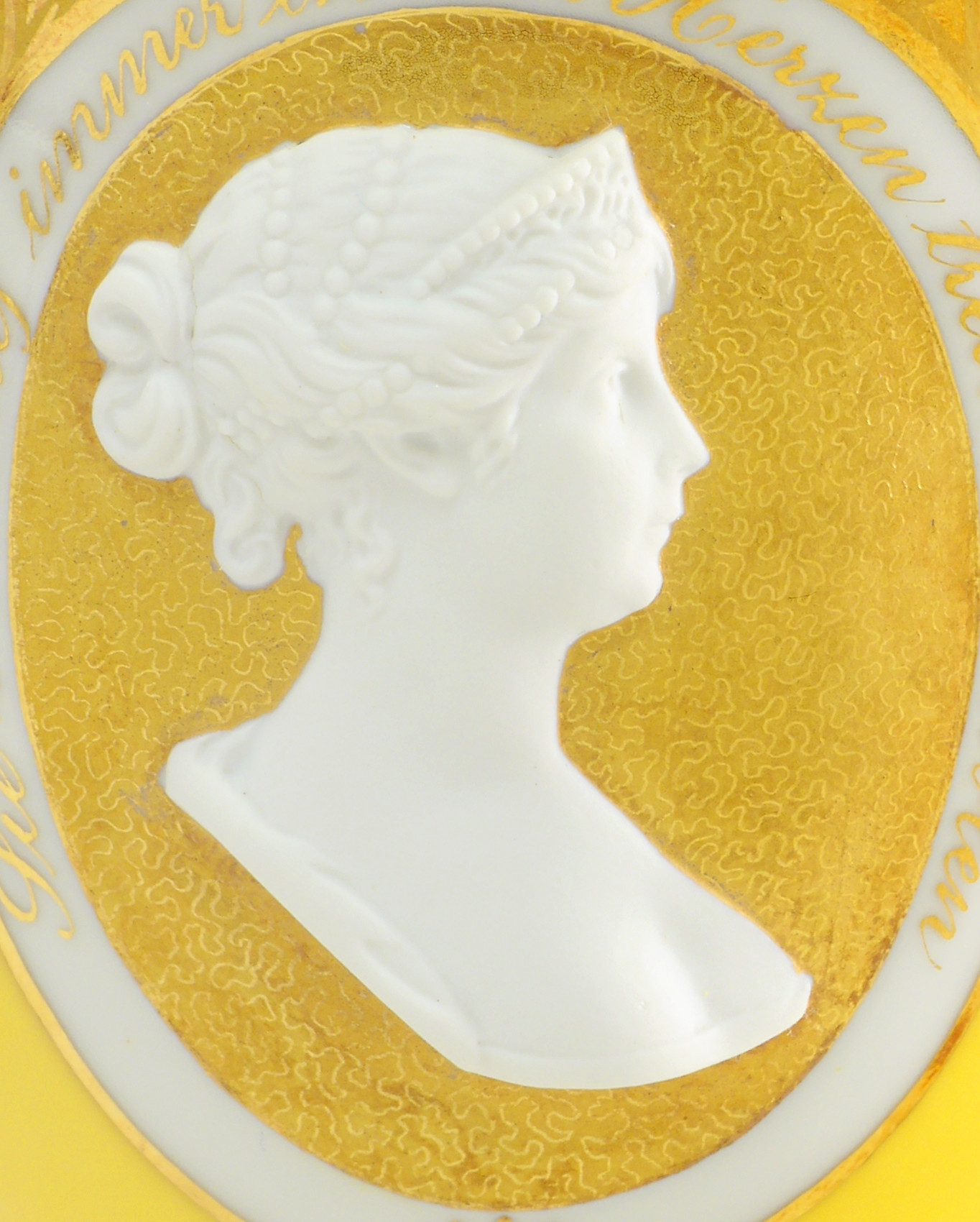
Vermicelli-Fond als Hintergrund-Dekor

Vermicelli-Fond ist ein Fachbegriff der Porzellanmalerei. Die Bezeichnung ist aus dem französischen vermiculaire für „wurmartig“ abgeleitet. Es handelt sich um eine Dekoroberfläche, die hauptsächlich als Hintergrund für Porträts verwendet wird. Sie besteht aus dichten, wurmartigen Linien. Es wurde in der in Porzellan-Manufaktur Sèvres um 1770 entwickelt und von anderen Manufakturen übernommen.